# Lentigo solar
Un lentigo solar es una mancha en la piel asociada al envejecimiento y la exposición a la radiación ultravioleta del sol. 
Coloquialmente se la denomina "mancha hepática" o "mancha solar" o "mancha de la edad". Estas manchas no están asociadas con problemas del hígado. La denominación "mancha hepática" se deriva del hecho de que antes se creyó incorrectamente que estas manchas eran causadas por problemas hepáticos, pero fisiológicamente no están relacionadas con el hígado, salvo por su color similar.

## Etiología
La causa principal es la exposición al sol de la piel humana no protegida, tanto por quemaduras solares ocasionales, como por exposición crónica. También pueden originarse después de tratamientos con PUVA (psoraleno + radiación ultravioleta). 

## Anatomía patológica
En el examen histopatológico se aprecia una elongación irregular de los mamelones interpapilares, que están formados por células basaloides muy pigmentadas entremezcladas con melanocitos que pueden estar aumentados en número.

## Cuadro clínico
Aparecen múltiples manchas en la piel menores de un centímetro de diámetro que varían en color, desde marrón claro a rojo o incluso negro, y se localizan en las áreas más expuestas al sol, particularmente las manos, la cara, los hombros, los brazos y la frente, incluso la cabeza si está calva.
A partir de los 40 años de edad, la piel disminuye su capacidad de regeneración y recuperación a la exposición al sol, y los lentigos solares son muy comunes en este rango de edades, particularmente en aquellos que pasan tiempo expuestos a los rayos del sol. Implica un cierto riesgo de desarrollar un melanoma. 

## Tratamiento
Los lentigos solares no precisan de tratamiento; pero si es conveniente evitar la exposición solar innecesaria y protegerse con cremas con factor de protección solar 50 o más. Cuando estas manchas se consideran estéticamente desagradables se pueden eliminar mediante crioterapia o tratamiento con láser.
Recientemente se ha conseguido demostrar que es posible eliminar en un 80 % los lentigos solares con algunos tipos de cremas que contienen ácido aminolevulínico y cremas con fluorouracil.